# المسألة الإسبانية (الأمم المتحدة)
يشير مصطلح المسألة الإسبانية إلى مجموعة الظروف الجيوسياسية والدبلوماسية التي ميزت العلاقة بين إسبانيا والأمم المتحدة بين عامي 1945 و1955، والتي تركزت على رفض الأمم المتحدة قبول إسبانيا في المنظمة بسبب تعاطف إسبانيا الفرانكوية مع دول المحور الذي هُزم في الحرب العالمية الثانية.

## الخلفية

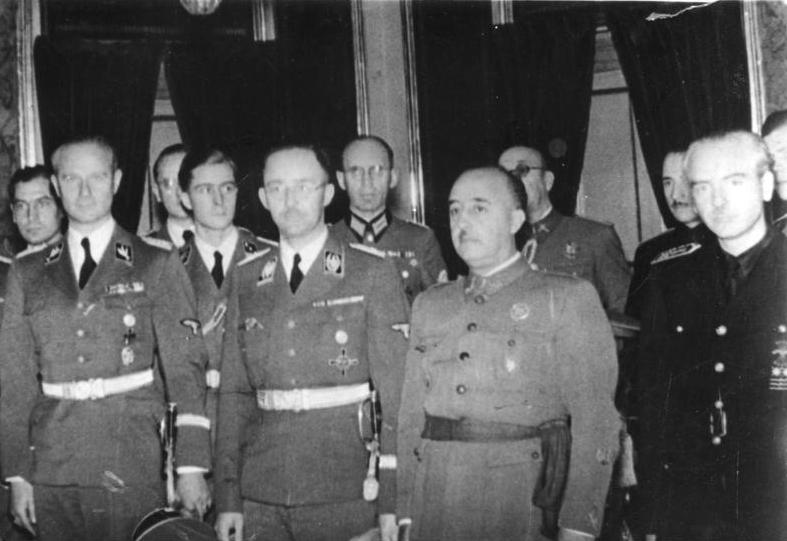
فرانكو مع زعيم الرايخ إس إس هاينريش هيملر، أثناء زيارته إلى مدريد (1940).

عندما بدأت الحرب العالمية الثانية في الأول من سبتمبر عام 1939، أعلنت إسبانيا الفرانكوية أنها ستظل محايدة. لقيد غيرت الانتصارات الألمانية على هولندا وبلجيكا وفرنسا في يونيو 1940 ودخول الحرب من إيطاليا على الجانب الألماني (في 10 يونيو)، الوضع. وهكذا، وفي 13 يونيو 1940 وعندما كان الألمان على وشك دخول باريس، تخلى فرانكو عن «الحياد الصارم» وأعلن نفسه «غير محارب»، وهو الوضع الذي تمتعت به إيطاليا قبل دخول الحرب. وفي اليوم التالي احتلت القوات الإسبانية طنجة، وهي مدينة دولية تم دمجها في الواقع في محمية المغرب الإسبانية.
في نوفمبر 1942، نزلت القوات البريطانية والأمريكية في شمال أفريقيا لطرد الفيلق الأفريقي والقوات الإيطالية. وبالنسبة لفرانكو، كانت هذه نهاية تطلعاته المفترضة للغزو وخطر محتمل للغزو من قبل الحلفاء نظرًا لتحالفه مع ألمانيا وإيطاليا. وعند سقوط موسوليني في يوليو 1943 بعد هبوط الحلفاء في صقلية، عاد الجنرال فرانكو إلى «الحياد الصارم» ضد رغباته، وأمر في نوفمبر بسحب الفرقة الزرقاء من الجبهة الروسية.
وبسبب تعاطف فرانكو مع قوى المحور، استبعد الفائزون في الحرب إسبانيا من النظام الدولي لما بعد الحرب.

## الأصول
نشأت المسألة الإسبانية في مؤتمر سان فرانسيسكو. فخلال ذلك المؤتمر، وبمبادرة من وفدي أستراليا والمكسيك، تم اعتماد اقتراح أُحيل له، دون الإشارة صراحة إلى إسبانيا، بهذه الشروط:
لم تكن إسبانيا حاضرة في المؤتمر. ومع ذلك، فإن قادة جمهوريين إسبان بارزين حضروا المؤتمر، وكان لهم تأثير سيئ السمعة على العديد من الوفود، وامتد ليشمل شروط الانضمام إلى الأمم المتحدة.
وفي مؤتمر بوتسدام، كانت مسألة كيفية المضي قدمًا في مسألة إسبانيا ما بعد الحرب من أولى المسائل التي تم تناولها. بهذا المعنى، كان جوزيف ستالين، بطريقة معينة، يسعى للانتقام من الدولة الإسبانية، ويرجع ذلك جزئيًا إلى حقيقة أن الدولة قد أرسلت الفرقة الزرقاء (التي قاتلت مع القوات المسلحة الألمانية) إلى الاتحاد السوفيتي خلال الحرب العالمية الثانية.
في هذا المؤتمر، أصدرت القوى الثلاث الفائزة في الحرب العالمية الثانية (الولايات المتحدة وبريطانيا العظمى والاتحاد السوفيتي) بيانًا حول الموضوع:

## القرار 39
في الأمم المتحدة، كانت قضية إسبانيا واحدة من أولى القضايا التي عالجتها المنظمة، بمبادرة من الوفد البولندي. وبين مايو ويونيو 1946، أجرى مجلس الأمن التابع للأمم المتحدة دراسة حول الوضع السياسي في إسبانيا، وتوصل إلى الاستنتاجات التالية:
- كان نظام فرانكو فاشيًا بطبيعته، تأسس بمساعدة النظام النازي في ألمانيا والنظام الفاشي في إيطاليا.

- ومع احتجاجات الحلفاء، فقد ساعد فرانكو دول المحور بإرسال الفرقة الزرقاء إلى الاتحاد السوفيتي والاستيلاء على طنجة في عام 1940.

- كان فرانكو، إلى جانب هتلر وموسوليني، مذنبين بالمؤامرة التي أدت إلى الحرب العالمية الثانية، والتي تم فيها تأجيل عداء فرانكو حتى اللحظة التي يتفق فيها كل منهما على الآخر.[3][4]

واقتناعًا منها بأن الدولة الفرانكوية فُرضت على الشعب الإسباني بالقوة بمساعدة قوى المحور (التي ساعدتها خلال الحرب) ولم تمثل الشعب الإسباني، وهو ما يجعل من المستحيل المشاركة في الشؤون الدولية للشعب الإسباني مع الأمم المتحدة، فقد تبنت الجمعية العامة القرار 39 في 12 ديسمبر 1946 الذي استثنى الحكومة الإسبانية من المنظمات والمؤتمرات الدولية التي أنشأتها الأمم المتحدة. بالإضافة إلى ذلك، أوصى القرار بأن يتخذ مجلس الأمن التدابير اللازمة، في حالة عدم تشكيل حكومة جديدة، خلال «فترة زمنية معقولة»، تنبثق سلطتها من موافقة المحكومين. وبالمثل، أوصى القرار بالانسحاب الفوري للسفراء المعتمدين لدى حكومة إسبانيا. تم تبني القرار بأغلبية 34 صوتًا مقابل 6 أصوات وامتناع 13 عن التصويت وغياب واحد.
في اليوم التالي لاعتماد القرار، ردت الدولة الفرانكوية بمظاهرة كبيرة في بلازا دي أورينتي، دفاعًا عن الفخر الوطني في وجه العداء الأجنبي ومناشدة الشعب الإسباني الاكتفاء الذاتي. فشلت هذه العقوبات في إضعاف إسبانيا الفرانكوية، التي ردت في السياسة الداخلية على حملة دعائية تمكنت من تقوية فرانكو من خلال إثارة شبح «التدخل الأجنبي». كما لم يكن لها تأثير كبير على الصعيد الدولي، بما يتجاوز كونها رمزًا للنبذ الدولي للدولة الإسبانية. لم تلتزم بعض الدول (خاصة الأرجنتين) بالتوصية بسحب سفرائها، بينما تركت عددًا من الدول الأخرى وفودها مسؤولة عن القائم بالأعمال. بالإضافة إلى ذلك، تغلبت الدولة الفرانكوية على العاصفة من خلال ما يسمى بسياسات الاستبدال، حيث أقامت الجسور مع الجمهوريات الإسبانية الأمريكية والدول العربية على أمل أن تقوم الدول الغربية، مدفوعة بالحرب الباردة، بتصحيح موقفها تجاه إسبانيا.

### التصويت
بالموافقة
أستراليا، بلجيكا، بوليفيا، البرازيل، جمهورية بيلاروس الاشتراكية السوفيتية، تشيلي، جمهورية الصين، تشيكوسلوفاكيا، الدنمارك، إثيوبيا، فرنسا، غواتيمالا، هايتي، أيسلندا، الهند، إيران، ليبيريا، لوكسمبورغ، المكسيك، نيوزيلندا، نيكاراغوا، النرويج، بنما، باراغواي، الفلبين، بولندا، السويد، أوكرانيا الاشتراكية السوفياتية، المملكة المتحدة، الولايات المتحدة، أوروغواي، اتحاد الجمهوريات الاشتراكية السوفياتية، فنزويلا، يوغوسلافيا.
بالضد
الأرجنتين، كوستاريكا، جمهورية الدومينيكان، الإكوادور، السلفادور، بيرو.
الامتناع عن التصويت
أفغانستان، كندا، كولومبيا، كوبا، مصر، اليونان، هندوراس، لبنان، هولندا، المملكة العربية السعودية، جنوب إفريقيا، سوريا، تركيا.
غائب
العراق.

## القرار 386
ومع ذلك، تسببت الحرب الباردة في تغيير الحكومة الأمريكية موقفها تجاه إسبانيا فرانكو، معتبرة أن إسبانيا، بسبب موقعها الجغرافي وحكومتها المعادية للشيوعية، ستكون رصيدًا قيمًا لما يسمى بخطط «العالم الحر». في ظل هذه الظروف، اكتسبت إسبانيا تعاطفًا بين العديد من الدول الأعضاء في الأمم المتحدة. في يناير 1950، نشرت صحيفة نيويورك تايمز الأمريكية رسالة من وزير الخارجية الأمريكي دين آتشيسون يعترف فيها بأن القرار 39 كان فاشلًا، مشيرًا إلى أن الحكومة كانت قادرة على دعم قرار من شأنه أن ينهي كلا القضيتين. ومع ذلك، استمرت إدانة دولة فرانكو على أساس أن السياسة المتبعة كانت خاطئة، ولكن ليس في الإدانة الأخلاقية لحكم فرانكو، وهو ما يفسر سبب استبعاد الولايات المتحدة لإسبانيا من خطة مارشال وعدم دعوتها للانضمام لحلف شمال الأطلسي.
في 4 نوفمبر 1950، تبنت الجمعية العامة القرار 386، الذي ألغى التوصية بسحب السفراء المعتمدين لدى الحكومة الإسبانية مع إلغاء التوصية التي منعت إسبانيا من أن تكون عضوًا في الوكالات الدولية التي أنشأتها الأمم المتحدة أو ترتبط بها. تم تبني القرار بأغلبية 38 صوتًا، مقابل 10 أصوات، وامتناع 12 عن التصويت ولم يحدث تغيب.

### التصويت
بالموافقة
أفغانستان، الأرجنتين، بلجيكا، بوليفيا، البرازيل، كندا، تشيلي، جمهورية الصين، كولومبيا، كوستاريكا، جمهورية الدومينيكان، الإكوادور، مصر، السلفادور، اليونان، هايتي، هندوراس، آيسلندا، إيران، العراق، لبنان، ليبيريا، لوكسمبورغ، هولندا، نيكاراغوا، باكستان، بنما، باراغواي، بيرو، الفلبين، المملكة العربية السعودية، جنوب أفريقيا، سوريا، تايلاند، تركيا، الولايات المتحدة، فنزويلا، اليمن.
ضد
جمهورية بيلاروس الاشتراكية السوفيتية، تشيكوسلوفاكيا، غواتيمالا، إسرائيل، المكسيك، بولندا، جمهورية أوكرانيا الاشتراكية السوفيتية، الأوروغواي، الاتحاد السوفيتي، يوغوسلافيا.
الامتناع عن التصويت
أستراليا، بورما، كوبا، الدنمارك، إثيوبيا، فرنسا، الهند، إندونيسيا، نيوزيلندا، النرويج، السويد، المملكة المتحدة.
غائب
لا أحد.

## الخاتمة
مهد هذا القرار الطريق أمام إسبانيا للانضمام إلى منظومة الأمم المتحدة، والتي بدأت في عام 1951 بدمج وكالات مثل الاتحاد البريدي العالمي، والاتحاد الدولي للاتصالات، ومنظمة الأغذية والزراعة، ومنظمة الصحة العالمية، واستكملت بانضمام إسبانيا إلى الأمم المتحدة في 1955.